# Jatibarang (Jatibarang)
Jatibarang is een bestuurslaag in het regentschap Indramayu van de provincie West-Java, Indonesië. Jatibarang telt 7329 inwoners (volkstelling 2010).